# Bothrogonia obscura
Bothrogonia obscura är en insektsart som beskrevs av Walker 1851. Bothrogonia obscura ingår i släktet Bothrogonia och familjen dvärgstritar. Inga underarter finns listade i Catalogue of Life.